# El blues de Pete Kelly
 El blues de Pete Kelly (títol original en anglès: Pete Kelly's Blues) és una pel·lícula estatunidenca dirigida per Jack Webb, estrenada el 1955. Ha estat doblada al català.

## Argument[2]
Pete Kelly és un trompetista que toca amb la seva banda de jazz, coneguda com a "Pete Kelly i els seus Big Seven", en un local de Kansas City. Un dia apareix per allà Frank McCarg, un mafiós que li exigeix ser el seu mànager a canvi del 25% dels guanys i que la seva xicota Rose canti en el grup. Després de negar-se, Frank assassina un dels amics de Pete, i així decidirà acceptar les seves condicions, esperant tenir en el futur l'oportunitat de venjar-se d'ell...

## Repartiment
- Jack Webb: Pete Kelly
- Janet Leigh: Ivy Conrad
- Edmond O'Brien: Fran McCarg
- Peggy Lee: Rose Hopkins
- Andy Devine: George Tenell
- Lee Marvin: Al Gannaway
- Ella Fitzgerald: Maggie Jackson
- Martin Milner: Joey Firestone
- John Dennis: Guy Bettenhouser
- Jayne Mansfield: Noia
- Nick Fatool: Bateria de jazz

## Premis i nominacions

### Nominacions
- 1956: Oscar a la millor actriu secundària per Peggy Lee
- 1959: Grammy al millor àlbum de banda sonora per Dick Cathcart